# Julian Priester
Julian Priester (* 29. června 1935) byl americký jazzový pozounista. Svou kariéru zahájil jako doprovodný hudebník různých bluesových a R&B hudebníků. V padesátých letech byl členem big bandu hudebníka vystupujícího pod jménem Sun Ra. Své první vlastní album nazvané Keep Swingin' vydal v roce 1960 na značce Riverside Records. Během své kariéry spolupracoval s mnoha hudebníky, mezi které patří například John Coltrane, Herbie Hancock, Philly Joe Jones a Max Roach. Rovněž hrál na albu Monoliths & Dimensions dronemetalové kapely Sunn O))).